# Mailly-Raineval
Mailly-Raineval (picardisch: Mailleu-Rainevo) ist eine nordfranzösische Gemeinde mit 303 Einwohnern (Stand 1. Januar 2022) im Département Somme in der Region Hauts-de-France. Die Gemeinde liegt im Arrondissement Montdidier, ist Teil der Communauté de communes Avre Luce Noye und gehört zum Kanton Ailly-sur-Noye.

## Geographie
Die Gemeinde liegt rund 4,5 km südwestlich von Moreuil und wird von der Départementsstraße D14 durchzogen. Das Gemeindegebiet erstreckt sich im Osten bis an den Rand des versumpften Tals der Avre.

## Geschichte
Die Herrschaft Raineval wurde 1744 zur Grafschaft erhoben.
Die Gemeinde erhielt als Auszeichnung das Croix de guerre 1914–1918.

## Einwohner
| 1962 | 1968 | 1975 | 1982 | 1990 | 1999 | 2006 | 2010 |
| ---- | ---- | ---- | ---- | ---- | ---- | ---- | ---- |
| 106  | 127  | 96   | 111  | 174  | 195  | 262  | 243  |

## Verwaltung
Bürgermeister (maire) ist seit 2001 Marc Mourier.

## Sehenswürdigkeiten
- Kirche Saint-Étienne

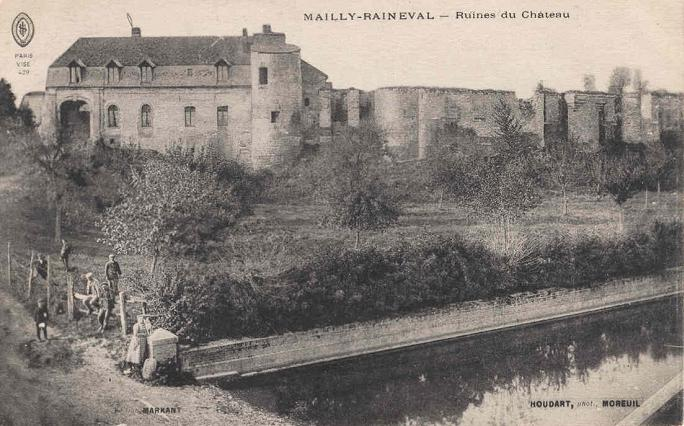
Schloss – Zustand vor dem Ersten Weltkrieg

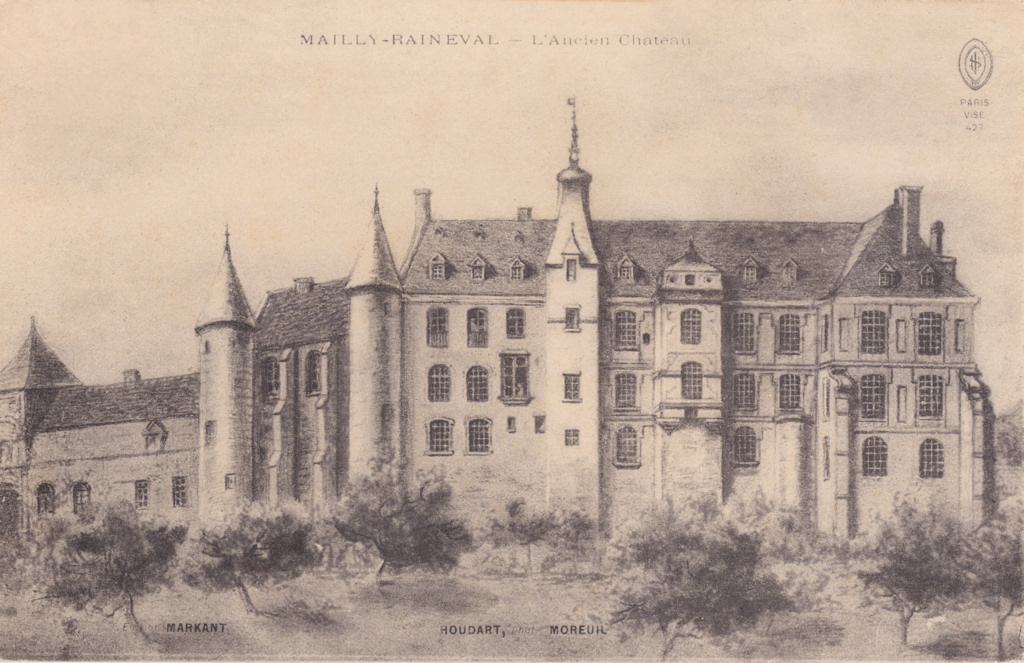
Das Schloss vor der Revolution

- Ruine des Schlosses Raineval, seit 1744 Sitz einer Grafschaft, großenteils 1879 zerstört

## Persönlichkeiten
- Joseph-Augustin de Mailly (1708–1794), Marschall von Frankreich, Herr auf Schloss Raineval
- Louis-Marie de Mailly (1744–1792), General und Politiker aus dem Haus Mailly
- Adrien de Mailly (1791 auf Schloss Raineval geboren), 1815 Pair de France